# Římskokatolická farnost Konice

## Historie farnosti
Z dochovaných písemných zpráv není již možné určit, kdy byla farnost založena. Její počátky můžeme zřejmě hledat v době, kdy Konici vlastnili páni z Konice. V roce 1379 Sulík z Konice panství vyměnil za Hrubčice na Hané a z městečka odchází. Do desek zemských vložil konický statek, aby tak vyplatil věno své dceři Anně, která se provdala za Ješka Kropáče z Holštejna, a v Konici si ponechal pouze patronátní právo. K roku 1379 se také dovídáme jméno konického faráře. Byl jím Adam, bratr Adličky, ženy Štěpána z Chudobína. V roce 1381 zastupoval olomoucký klášter sv. Kateřiny při sporu o plat ve Vážanech.

### Duchovní správa
Duchovní správa se koncem 14. století vztahovala zřejmě na všechny osady, jež patřily ke konickému panství. Podle kupní smlouvy z 21. 1. 1386, kdy Štěpán z Holštejna prodal panství rodu pánů z Cimburka a Tovačova, k němu patřil hrad Stražiště, městečko Konice s tvrzí, dvorem a patronátním právem, vesnice Dzbel, Jesenec, Březsko, Klužínek, Ochoz, Přemyslovice s dvěma dvory, Hluchov, Reskov, Suchdol, Dešná, Kněží Lhota, Křemenec a Runářov. V letech 1436–1486 jsou jmenováni faráři Jan a Václav. V roce 1572 musel podle nařízení biskupa konický kurát Jakub, který odešel od sv. Jiří v tom roce na faru v Dědicích, zanechat svému nástupci 50 měr obilí. Kněz Jan Strakonický, farář konický, žaloval v roce 1574 Matyáše Laškovského ze Švábenic, že nevede lidi z Čunína, aby mu dali plat, jenž mu dluží za roky 1573 a 1574. Podobně žaloval pro zadržený desátek Klementa ze vsi Budětsko, probošta lanškrounského kláštera.
Další nástupci nejsou známi, protože převládlo evangelické učení, k němuž se přiklonili i koničtí páni ze Švábenic. Po potlačení povstání českých a moravských stavů nastává obrat a duchovní správa je vrácena katolickým kněžím. Zpět ke katolictví se obrací majitel panství Jan Konický ze Švábenic pravděpodobně v letech 1523–1524 a kolem roku 1525 je pro Konici ustanoven farářem Jiří Nigrinus. Po jeho rezignaci je na obě fary, konickou i bohuslavickou, investován v roce 1629 P. Jan Radnoskovský. Protože byl nemocen a dvě rozlehlé farnosti spravoval pouze s jedním kaplanem, byl žalován pro zanedbávání bohoslužeb zvláště v Bohuslavicích.
Od roku 1632, kdy byla založena první matrika, jsou zaznamenáni již všichni kněží, kteří byli na konickou faru investováni. Podle nově založené křestní matriky patřily v té době ke konické farnosti: Konice, Březsko, Ponikev, Ochoz, Maleny, Suchdol, Jesenec, Dzbel, Ladín, Dešná, Lhota a Brodek. Farnost Bohuslavice zahrnovala obec Bohuslavice, Krakovec, Rakovou, Polomí, Rakůvky, Hačky a Olbramice. Koničtí faráři spravovali také farnost Lukou, do níž náležely: Luká, Hvozd, Vojtěchov, Ludmírov, Dětkovice, Otročkov, Veselíčko, Ješov a Javoříčko. V letech 1650–1657 patřila ke Konici i farnost bouzovská. Podle křestní matriky z roku 1663 byly ke Konici přifařeny také Kladky, kde měl konický farář povinnost každoročně konat sedmnáctkrát slavné bohoslužby. Až v roce 1784 se od konické farnosti oddělila farnost kladecká, brodecká, jesenská, suchdolská a stražiská, takže v konické farnosti zůstalo 2 560 farníků.
Do roku 1754 patřila konická farnost k mohelnickému děkanství, v letech 1755–1786 k děkanství prostějovskému a v roce 1787 poprvé vykonal v Konici vizitaci děkan český (z Čech pod Kosířem).

### Evangelictví a rekatolizace na Konicku
Z majitelů konického panství, kteří se všichni hlásili ke katolické víře, tvoří výjimku rytíři ze Švábenic, jež byli evangelíky. Jejich náboženské přesvědčení se projevilo také na konečné podobě konického kostela, která byla dokončena v roce 1556. I když není známa jeho přesná podoba po přestavbě, nepřímo se dovídáme, že kostel měl trojlodní dispozici, jež byla typická pro nekatolické sakrální stavby. Jindřich konický ze Švábenic ve smlouvě z 1. května 1618 mezi ním a jeho dvěma bratry Kryštofem a Janem řeší mimo jiných záležitostí také náboženskou otázku. Nařizuje měšťanům v Konici, že mají mít na faře evangelického faráře augšpurského vyznání, který bude podávat podobojí. Ustanovuje, že koničtí poddaní nemají svému pánu slíbit poslušnost, dokud on jim nepotvrdí jejich privilegia – hlavně v náboženské oblasti. Kostel v Konici byl v letech 1573–1624 evangelický. Z roku 1580 je znám evangelický pastor Laetus. Katolíci z Konice museli chodit na bohoslužby do Laškova a do Přemyslovic. Mezi obyvatele evangelického vyznání patřil v tomto období také mlynář z Křemence, který ve své závěti učinil odkaz evangelickému sboru.
Stavovského odboje proti Ferdinandu II. Habsburskému se zúčastnil také Jan Švábenský ze Švábenic a na Konici, majitel konického panství, a jeho bratr Kryštof, který vlastnil jesenské panství. Po bitvě na Bílé Hoře byl za účast na vzpouře Jan v letech 1623–1624 potrestán konfiskací čtvrtiny konického panství. Po zaplacení pokuty 1 000 zlatých mu byla konfiskovaná část panství navrácena. Pravděpodobně v roce 1624 povolal do Konice na misie jezuitského kněze z Olomouce. Ke katolické víře Jan manifestačně přestoupil se svou manželkou, třemi šlechtici a 16 poddanými. Za katolického faráře byl v Konici investován Ondřej Kasubius, po něm nastoupil jako farář 21. dubna 1638 Šimon Karásek. Matrika křtů byla vedena, patrně s rekatolizačním úsilím, na konické faře od roku 1632, matrika zemřelých od roku 1663.
Koupě konického panství Janem Jiřím Hoffmannem, rytířem z Kochersbergu v roce 1685 i jeho další činnost v Konici byly vedeny úsilím o duchovní prohloubení rekatolizace. Jako bývalý důstojník v císařských službách si do Konice dovezl z tureckých válek tři turecké zajatce, jež byli v Konici pokřtěni. Na poděkování Bohu za šťastný návrat z těchto válek nechal v Konici při kostele vybudovat v roce 1688 kapli Nejsvětější Trojice a v roce 1690 byla ke kostelu přistavěna jeho zásluhou i kaple Bolestné Panny Marie. Založení bratrstva Nejsvětější Trojice a počátek tradice hojně navštěvovaných poutí o svátku Nejsvětější Trojice v Konici je vrcholem Hoffmannových snah o šíření baroka a dovršení rekatolizace na Konicku.

### Premonstráti na Konicku
Majitelka konického panství Anna Alžběta, hraběnka z Hoffmannu a Kochersbergu, rozená hraběnka z Werdenbergu dala podnět ke koupi tohoto panství a současně výhodu prvního uchazeče Norbertu Želeckému z Počenic, opatovi premonstrátského kláštera Hradisko u Olomouce. Ten měl na zakoupení tohoto velkostatku velký zájem pro jeho polohu, neboť sousedil se šebetovským panstvím, jež náleželo klášteru. Kromě toho patřily klášteru od roku 1659 také Přemyslovice. Ačkoliv bylo konické panství ve srovnání se šebetovským zadlužené, zchudlé, nevýnosné a značně zanedbané, majitelka požadovala tak vysokou částku, že smlouvání o ni se stalo prvotním zdrojem komplikací. Druhým důvodem těžkostí při koupi panství byl požadavek zakotvený v řádových pravidlech, podle něhož může být nějaká nemovitost zakoupena klášterem jedině za podmínky současného prodeje jiné nemovitosti. Z požadovaných 70 000 zlatých se opatovi Želeckému podařilo díky jeho obratné diplomacii 10 000 zlatých uspořit závazkem odsloužení nemalého počtu mší na hraběnčiny intence a náhradou v potravinách. Povinnost reciprokého prodeje klášterního majetku způsobila, že opat Norbert Želecký sice 22. července 1699 uzavírá s Annou Alžbětou z Werdenbergu smlouvu na odkoupení konického panství, ale velkostatek si bere pouze do tříletého nájmu, než se tato komplikace vyřeší.
V únoru 1700 dostává opat písemné ubezpečení, že proti odkoupení konického panství bez reciprokého prodeje jiného panství nebude mít císař Leopold I. námitek. Dvorská kancelář ve Vídni informovala 17. září 1700 opata Želeckého, že kancléř hrabě Wrbna rozhodl kladně v záležitosti zakoupení konického panství bez reciprokého prodeje jiné nemovitosti. Výnos z takto výhodně získaného konického panství měl sloužit k udržování poutního kostela na Svatém Kopečku a vydržování 16 řádových kněží a 10 chudých chovanců klášterního špitálu. Převor a šebetovský inspektor odjeli 19. září do Konice, aby převzali správu velkostatku a přijali přísahu konických rychtářů. Z vděčnosti za získání panství zahájil opat Norbert Želecký v roce 1702 rekonstrukci farního kostela, který nedostačoval svou kapacitou vzrůstajícímu počtu poutníků. Přístavbami kaple Nejsvětější Trojice v roce 1688 a kaple Bolestné Panny Marie v roce 1690 vznikly na kostele závady, proto biskupská konzistoř 4. května 1702 přestavbu povolila. Rekonstrukce byla zahájena v říjnu téhož roku, opat Želecký slavnostně položil základní kámen. Do svátku Nejsvětější Trojice následujícího roku, připadajícího na 3. červen 1703, byla dokončena přestavba původně menšího presbytáře a stavba raně barokní sakristie při evangelijní straně presbytáře. Sakristie s prelátskou oratoří v patře byla v roce 1704 propojena s blízkou rezidencí vybudováním spojovací chodby, do jejíž přízemní části byla začleněna hřbitovní kaple sv. Anny, vybudovaná v roce 1687.
Po oslavě svátku Nejsvětější Trojice pokračovaly stavební práce ještě během léta, kdy byl kostel dostavěn a na podzim byl zastřešen. Úpravy interiéru a rekonstrukce věže byly plánovány na následující rok. V roce 1704 byla zvýšena věž a byla rozšířena kapacita lodi vybouráním pilířů původní trojlodní dispozice kostela, charakteristické pro renesanční nekatolické stavby. Jméno stavitele, jemuž byla rekonstrukce kostela v Konici zadána, nedochovalo se v žádném záznamu. Ze zápisu diaristy se dovídáme jen to, že se jednalo o zednického mistra z Černé Hory. Souhlas s vysvěcením kostela udělila opatovi biskupská konzistoř 17. září 1704 a barokizovaný kostel byl konsekrován v neděli 21. září olomouckým světícím biskupem Františkem Juliem hrabětem Braidou.
V následujícím roce zahájila premonstrátská kanonie přestavbu konického zámku na rezidenci. Rekonstrukce byla svěřena olomouckému staviteli Lukáši Glöckelovi, s nímž opat Norbert Želecký uzavřel smlouvu 23. dubna 1705. Rezidence měla splňovat několik funkcí. Jednak měla sloužit jako sídlo premonstrátského inspektora a správy velkostatku. Rovněž měla být sídlem občasných pobytů nejen opata a hradiského konventu, ale také významných a vznešených hostů při každoročních velikých poutích o svátku Nejsvětější Trojice. Ale ve spojitosti se sousední kaplí Nejsvětější Trojice měla rezidence také podle původního záměru opata Želeckého reprezentovat hradiskou premonstrátskou kanonii jako instituci pečující o rozvoj zdejšího poutního místa. Lze tak usuzovat především podle výzdoby jídelního sálu v rezidenci, kde se kromě netypického ústředního námětu stropní fresky Stolování Svaté Rodiny nachází také osm emblémů v okenních špaletách, které se rovněž vztahují k číslu tři. V roce 1701 byl do zámecké věže pořízen hodinový stroj. Kamenické práce byly zadány proslulému olomouckému kameníkovi Václavu Renderovi, který kromě architektonických článků, dlažeb a balustrového schodiště provedl i sochařskou výzdobu průčelí. Barokní přestavba zámecké rezidence byla dokončena až v roce 1708 a byla při ní bohatě využita dispozice i některé konstrukce panské renesanční tvrze. Největší a nejzajímavější interiér, jídelní sál, byl opakovaně zdoben malbami. Provizorní malířská výzdoba vznikla krátce po dokončení rekonstrukce. Pak byla jídelna vymalována v roce 1715 a opakovaně v roce 1718 konventním malířem P. Dionysiem Straussem. Stropní freska Stolování Svaté Rodiny byla vytvořena někdy mezi lety 1725–1731 brněnským malířem Janem Jiřím Etgensem a zobrazuje scénu apokryfního Pseudo-Matoušova evangelia.
Další významnou stavbou, která zapadá příznačným způsobem do stavební činorodosti premonstrátské kanonie v Konici, je stavba nebo přestavba fary, která byla ukončena v roce 1735. Na venkovských statcích, které vlastnila premonstrátská hradiská kanonie, dochovala se řada soch představujících sv. Floriána, patrona proti ohni. Nejstarší socha sv. Floriána stojí před rezidencí v Konici. Patří k nejvýznamnějším sochařským dílům, která byla zhotovena podle objednávky opata Norberta III. Umlaufa. Sochu vytesal Andreas Zahner v roce 1740. Chybějící typický atribut hořícího domečku je nahrazen plameny ohně vyrážejícími přímo ze soklu mezi světcovými chodidly. V porovnání s některými jinými místy bylo konické panství v letech 1741 a 1742 během pruských vpádů ušetřeno velkých škod. Proto zřídil klášter z vděčnosti Bohu v městečku Konici v nynější Kostelní ulici špitál pro šest mužů. Je zde dosud zachována konstrukce kaple a také základní kámen s nápisem 1744 DIE 22 MAJI.227 V roce 1784 byl špitál zrušen a majetek zabaven náboženským fondem.
Když byl 18. srpna 1784 klášter Hradisko císařem Josefem II. zrušen, bylo konické panství spolu s dalším majetkem premonstrátského řádu přiděleno náboženskému fondu a bylo spravováno státem. Opět zadlužené a zchátralé panství koupil v roce 1825 brněnský továrník Karel Příza a jeho rod je vlastnil až do konce 2. světové války. Nový majitel provedl nákladné opravy bývalé premonstrátské rezidence a roku 1830 se do zámku v Konici přestěhoval.

### Pravidelné církevní slavnosti
Nejvýznamnější slavností v konické farnosti, kromě oslavy velikonočních a vánočních svátků, byl od roku 1688 svátek Nejsvětější Trojice. V tomto roce nechal postavit majitel panství Jan Jiří Hoffmann, rytíř z Kochersbergu při farním kostele Narození Panny Marie kapli Nesvětější Trojice. Po jejím dostavění usiloval o to, aby se tato kaple stala hojně navštěvovaným poutním místem. Tento jeho záměr se také uskutečníl, již v prvním roce dosáhl počet účastníků pouti o svátku Nejsvětější Trojice asi dvou tisíc. Proto Jan Jiří Hoffmann požádal 23. května 1689 biskupskou konzistoř o povolení zřízení bratrstva Nejsvětější Trojice a jeho inkorporaci k arcibratstvu u sv. Petra ve Vídni. I tato jeho žádost byla kladně vyřízena.
Bratrstvo Nejsvětější Trojice se v konické farnosti rozrůstalo, a protože byly členové bratrstva také po celé Moravě, byla velká i jejich účast na pouti v Konici o svátku Nejsvětější Trojice. Do Konice proudili poutníci nejen z Moravy, ale dokonce také z Čech. V roce 1704, kdy konické panství bylo majetkem premonstrátské hradiské kanonie, bylo o pouti Nejsvětější Trojice napočítáno 7 000 komunikantů, o rok později 8 000. V roce 1784 bylo konické bratrstvo zrušeno současně se zrušením premonstrátského kláštera Hradisko. Tradice poutí v Konici byla obnovena v 19. století. Podle sdělení konického faráře Ptáčka Karlu Eichlerovi z roku 1887 se velká pouť o svátku Nejsvětější Trojice dosud konala. Ačkoliv počet komunikantů již ochaboval, přicházeli každoročně poutníci i ze značně vzdálených míst, mimo jiné až z Jedovnice.
Pouť o svátku Nejsvětější Trojice 20. června 1945 je v pamětní knize farnosti popisována takto: „Svátek Nejsvětější Trojice byl letos v našem kostele prožíván opět slavnostním způsobem. V sobotu byly o šesté hodině slavnostní nešpory, večer o osmé hodině kázání a slavnostní požehnání. Slavnostním kazatelem byl pan profesor ThDr. Spisar z Prostějova. Přišli i poutníci z Rozstání. Při bohoslužbách byly provedeny pěveckým smíšeným sborem mše od Otčenáška a vložky od Hrušky a Lexy.“
Každým rokem, zpravidla v postní době, bývala ve farnosti konána nejméně třídenní duchovní obnova, zvaná triduum. Farář pozval do farnosti kazetele, který měl v průběhu obnovy 6–8 kázání pro jednotlivé skupiny věřících podle jejich stavu – pro muže, ženy, svobodné dívky a muže, krátké kázání pro děti. Zpovídalo několik zpovědníků, každý den se konala adorace s litaniemi k Božskému Srdci a svátostné požehnání, modlitba růžence a byly slouženy mše svaté.

Podle pastorační potřeby se ve farnosti uskutečnily místo každoroční duchovní obnovy lidové misie, jež se od tridua lišily především svým rozsahem. Do farnosti bylo pozváno někdy až pět řeholních kněží, kteří v Konici kázali a zpovídali věřící z farnostii širšího olkolí. V Pamětní knize farnosti jsou záznamy o misiích konaných v roce 1857, 1899, 1901, 1927, 1929 a 1949. Zatím poslední lidové misie proběhly v konické farnosti v roce 2008.
Římskokatolická farnost Konice je územní společenství římských katolíků s farním kostelem Narození Panny Marie v děkanátu Konice.

## Území farnosti a sakrální stavby
Do farnosti náleží území těchto obcí a tyto sakrální stavby:
- Konice – s místními částmi Nová Dědina, Křemenec, Čunín a Runářov
  - Farní kostel Narození Panny Marie
  - hřbitovní kostel sv. Jana Křtitele
- Budětsko – s místními částmi Slavíkov a Zavadilka
  - kaple sv. Anny
- Štarnov
- Ochoz
  - kaple sv. Václava
- Klužínek (část obce Hvozd)
- Březsko
  - kaple sv. Cyrila a Metoděje

## Aktivity ve farnosti
V září 2017 se ve farnosti uskutečnilo biřmování. Svátost křesťanské dospělosti uděloval olomoucký arcibiskup Jan Graubner..
Každoročně se ve farnosti koná tříkrálová sbírka. V roce 2018 se jenom v Konici vybralo 73 234 korun.